# فرهنگسرای بهاران
فرهنگسرای بهاران یک فرهنگسرای در منطقه ۱۷ شهر تهران، ایران است.
این فرهنگسرا که در سال ۱۳۷۶ با مساحت ۴۸۱۶ مترمربع تأسیس شده دارای امکاناتی همچون کتابخانه و سالن سینما است.
پس از کشته شدن قاسم سلیمانی نام ان به «فرهنگ‌سرای سپهبد شهید قاسم سلیمانی» تغییر یافت.

## امکانات
- سینما تئاتر بهاران با ظرفیت ۴۵۰ نفر
- سالن همایش بهاران با ظرفیت ۸۱ نفر
- کتابخانه ۲۸۵۷۳ جلد کتاب
- نگارخانه
- مجموعه ورزشی